# Svinošice
Svinošice (deutsch Swinoschitz) ist eine Gemeinde in Tschechien. Sie liegt sechs Kilometer nordöstlich von Kuřim und gehört zum Okres Blansko.

## Geographie

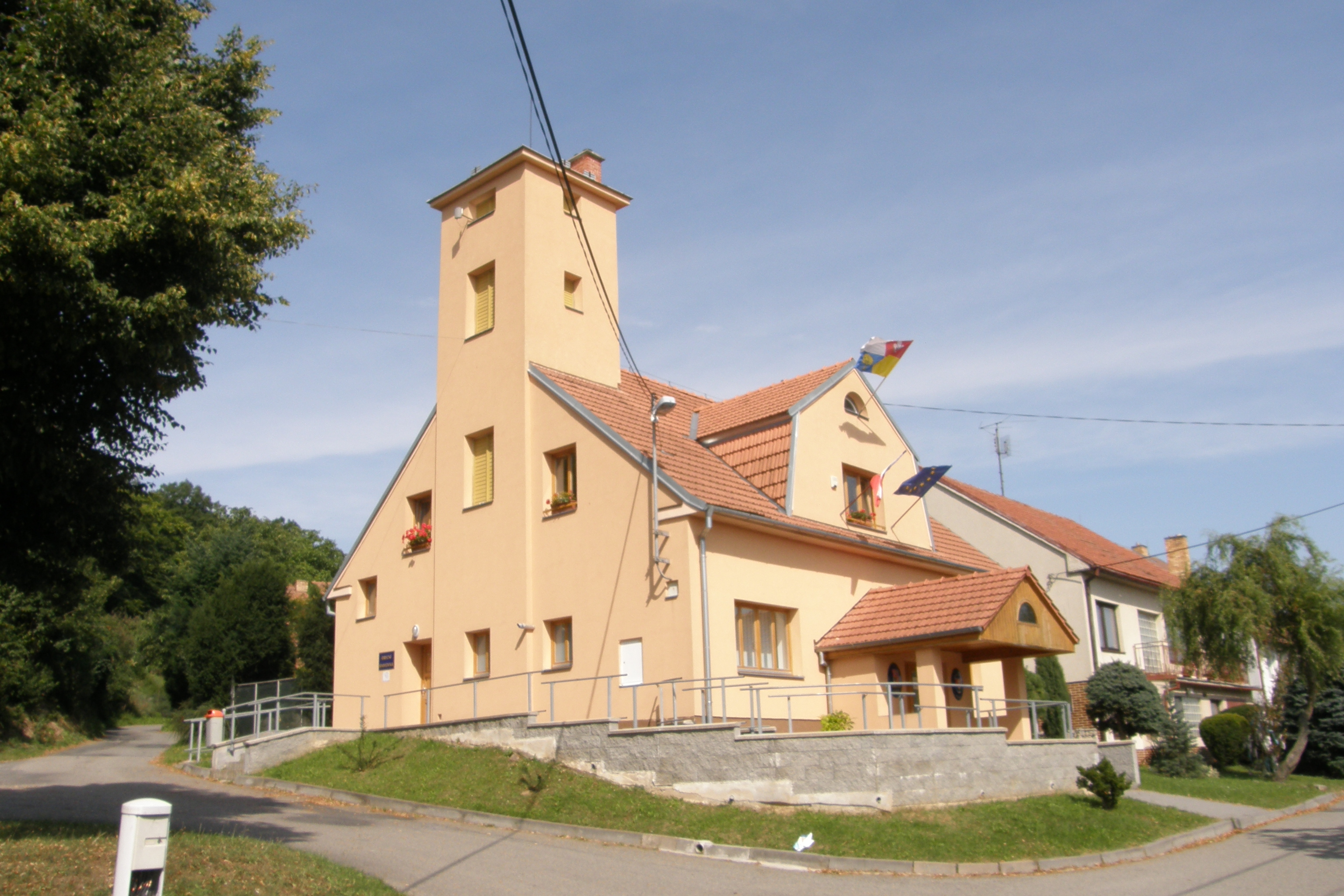
Gemeindeamt von Svinošice

Svinošice befindet sich im westlichen Teil des Drahaner Berglandes am Übergang zur Boskowitzer Furche. Das Dorf liegt am südlichen Fuße des Hügels Dubový kopec (533 m) über dem Tal der Kuřimka. Östlich des Ortes befindet sich das Tal der Šebrovka. Im Süden erhebt sich der langgestreckte Felsrücken der Spálená skála und des Babí lom (562 m), südwestlich die Maňová (433 m).
Nachbarorte sind Milonice und Závist im Norden, Dolní Lhota und Hořice im Nordosten, Olešná und Šebrov im Osten, Vranov und U Jelínka im Südosten, Lelekovice und Podlesí im Süden, Kuřim im Südwesten, Lipůvka im Westen sowie Lažany im Nordwesten.

## Geschichte
Die erste schriftliche Erwähnung des Gutes Swinositse erfolgte im Jahre 1210 als Besitz des Prämonstratenserklosters Obrowitz; jedoch bestehen Zweifel an der Echtheit der Urkunde. Seit 1349 befand sich in Swynoschicz ein Vladikensitz. Die Vladiken von Swynoschicz waren Lehnsmannen der Černohorský von Boskowitz und diesen im Kriegsfalle mit einem Pferd und einer Armbrust dienstverpflichtet. Eine Feste ist seit 1373 urkundlich nachweisbar. Zum Gut Svinošice gehörten auch die Dörfer Němčice und Srnávka, die im 15. Jahrhundert erloschen. Srnávka befand sich im Waldgebiet unterhalb der Hügel Maňová und Spálená skála. 1410 ließ Vaňek Černohorský den Raubritter Všebor von Svinošice vertreiben. Die letzte Erwähnung der Feste erfolgte 1437, sie erlosch wahrscheinlich in der zweiten Hälfte des 15. Jahrhunderts. Nach den Vladiken von Svinošice folgten die Vladikengeschlechter von Klečany, von Rájec und von Ozřetín als Besitzer des Gutes. 1509 verkaufte Jan von Hrochov Svinošice mit dem wüsten Dorf Němčice an die Stadt Brünn, die das Gut ihrer Herrschaft Kuřim zuschlug. Im 16. Jahrhundert wurde die Gegend von einer Pestepidemie heimgesucht. Während des Dreißigjährigen Krieges plünderten die Schweden das Dorf und brannten es nieder. Nach Kriegsende lagen vier der 13 Anwesen von Svinošice, darunter der Hof, wüst. Letzterer wurde nach 1670 wieder bewirtschaftet und 1728 vergrößert. Im Jahre 1784 erfolgte die Parzellierung des Hofes und auf seinen Fluren siedelten sich elf Zuwandererfamilien aus der Gegend von Litomyšl in Böhmen an.
Nach der Aufhebung der Patrimonialherrschaften bildete Svinošice ab 1850 eine Gemeinde in der Bezirkshauptmannschaft Brünn. Beim Ausbruch der Cholera verstarben 1851 innerhalb von zwei Wochen 17 Einwohner. 1889 wurde eine einklassige Dorfschule eingeweiht. Die Weihe der 1876 aufgestellten Dorfglocke erfolgte 1892. Seit dem 1. November 1896 gehörte Svinošice zur neu gebildeten Bezirkshauptmannschaft Tischnowitz. 1926 bildete sich eine Freiwillige Feuerwehr, die im selben Jahr eine Handfeuerspitze anschaffte. Während der deutschen Besetzung verhaftete die Gestapo am 28. November 1941 den Schulleiter Bohumil Vařílek wegen Betätigung im Widerstand gegen die Nationalsozialisten. Seit 1950 gehört die Gemeinde zum Okres Blansko. 1959 entstand das Freibad Mrchoviska. Nach der Einstellung des Unterrichts im Jahre 1963 wurde die Schule zu einem Kulturhaus umgebaut. Schulort ist seitdem Lipůvka. Nach dem Abbruch der alten Dreschtennen begann 1972 an ihrer Stelle der Bau eines Sportplatzes. Gepfarrt ist die Gemeinde nach Lipůvka.

## Gemeindegliederung
Für die Gemeinde Svinošice sind keine Ortsteile ausgewiesen. Zu Svinošice gehören die Ortslagen Vyhnálov und Dvůr. Dvůr wird auch als Nové Svinošice bezeichnet, während Svinošice und Vyhnálov auch Staré Svinošice genannt werden.

## Sehenswürdigkeiten
- Kapelle der heiligen Familie, errichtet Ende des 19. Jahrhunderts
- Gusseisernes Kreuz auf Sandsteinsockel aus dem Jahre 1871, neben der Kapelle
- Betsäule im oberen Teil des Dorfes am Weg nach Šebrov
- Denkmal für die Opfer des Ersten Weltkrieges, errichtet 1921 am Dorfplatz
- Naturdenkmal Babí lom, mit Aussichtsturm

## Ehrenbürger
- Bohumil Vařílek (1900–1942), der Lehrer, wurde 1941 von der Gestapo verhaftet und von der Gestapozentrale im Brünner Kaunitz-Wohnheim in das KZ Mauthausen verbracht, wo er zu Tode gefoltert wurde. Nach Kriegsende wurde er zum Ehrenbürger von Svinošice ernannt.